# Borne (Ardèche)
 Borne  es una población y comuna francesa, ubicada en la región de Ródano-Alpes, departamento de Ardèche, en el distrito de Largentière y cantón de Saint-Étienne-de-Lugdarès.

## Demografía
| 89 | 66 | 39 | 31 | 42 | 41 | 40 |
| Para los censos de 1962 a 1999 la población legal corresponde a la población sin duplicidades (Fuente: INSEE [Consultar]) |    |    |    |    |    |    |